# Харіт ібн Хілліза аль-Яшкурі
Аль-Харіт ібн Хілліза аль-Яшкурі аль-Бакрі (араб. الحارث بن حلزة اليشكري, англ. Harith ibn Hilliza Al-Yashkuri; пом. кінець VI століття) — доісламський арабський поет племені Бакр.

## Життєпис
Всі відомості про нього вкрай недостовірні. За джерелами, йому належить одна з од Муаллаки (вибрані твори, що приписуються відомим доісламським поетам, що вихваляли плем'я Бакр).
Ода Харіт ібн Хілліза, який виграв змагання (яке відбулося перед боєм) у поета-вождя ворожого племені тагліб, визначила перемогу бакритів.
Любовна й описова частини Муаллака збереглися гірше хвалебною — зразка політичної поезії. Диван поета в середні століття не складався, відновлений кон'єктурних (на основі наукового припущення) і виданий англійською арабістом Кренковим лише в XX столітті в Бейруті (1922).